# 1727
Évszázadok: 17. század – 18. század – 19. század
Évtizedek: 1670-es évek – 1680-as évek – 1690-es évek – 1700-as évek – 1710-es évek – 1720-as évek – 1730-as évek – 1740-es évek – 1750-es évek – 1760-as évek – 1770-es évek
Évek: 1722 – 1723 – 1724 – 1725 –  1726 – 1727 – 1728 – 1729 – 1730 – 1731 – 1732

## Események
- június 15. – II. Rákóczi Ferenc fia, Rákóczi György herceg Franciaországból megérkezik Rodostóba.[1]
- az év folyamán Isztambulban megkezdi működését az első nyomda.[2]

## Születések
- január 2. – James Wolfe, angol tábornok a francia és indián háborúban († 1759)
- február 16. – Nikolaus Joseph von Jacquin osztrák természettudós († 1817)
- április 7. – Michel Adanson, francia természettudós, botanikus († 1806)
- március 28. – III. Miksa, bajor választófejedelem, a Wittelsbach-ház bajor ágának utolsó egyenes ági férfisarja († 1777)
- május 10. – Anne Robert Jacques Turgot, L’Aulne bárója, francia államférfi és közgazdász, XVI. Lajos francia király minisztere († 1781)
- május 14. – Thomas Gainsborough, angol festő († 1788)
- augusztus 30. – Giovanni Domenico Tiepolo, velencei barokk festő († 1804)
- szeptember 1. – Éder Xavér Ferenc, jezsuita hittérítő, Dél-Amerika-utazó († 1773)

## Halálozások
- március 20. – Isaac Newton, angol matematikus, filozófus (* 1642)
- május 17. – I. Katalin, orosz cárnő, aki litván parasztlányként született (* 1684)